# بلانش لینکلن
بلانش میرز لامبرت لینکلن (به انگلیسی: Blanche Meyers Lambert Lincoln) سناتور سابق عضو حزب دموکرات ایالات متحده آمریکا بود. وی در سال ۱۹۹۹ تا ۲۰۱۱ میلادی سناتور ایالت آرکانزاس در سنای ایالات متحده آمریکا بود.